# Fac-símile

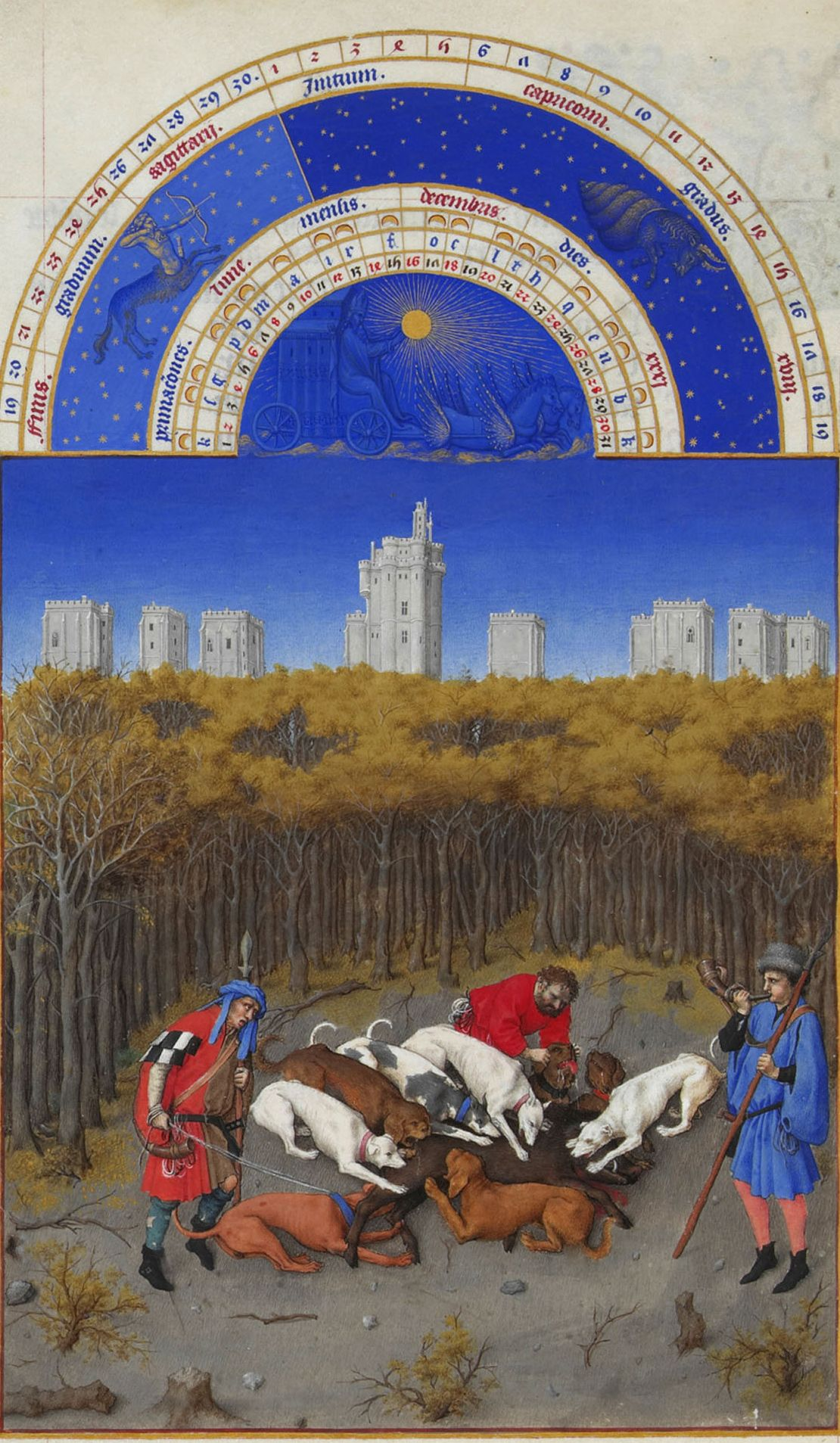
Fac-símile da pintura "As muito ricas horas do duque de Berry", de Barthélemy d'Eyck

Fac-símile (latinismo aportuguesado do latim fac simile = faz igual) é toda cópia ou reprodução de letra, gravura, desenho, composição tipográfica etc.

## Descrição
Um fac-símile (edição fac-similar ou edição fac-similada) é uma edição nova (frequentemente de um livro antigo) que apresenta uma reprodução exata da edição original, incluindo fontes de letras, escalas, ilustrações, diagramação e paginação. Dentre os mais variados tipos de edições de livros e/ou documentos antigos, as edições fac-similadas são aquelas em que se reproduz a imagem de um testemunho através de meios mecânicos, como fotografia, xerografia, escanerização, etc, se constituindo como objeto de estudo de algumas áreas do conhecimento, tais como a Paleografia, Diplomática, Filologia, Crítica Textual, Crítica Genética e Ecdótica. A opção por utilização do termo edição fac-similada ou fac-símile pode variar conforme a área. Atualmente é também usada no contexto da tecnologia das telecomunicações por fax, enquanto forma contrata desta.

## Edição fac-similada
As edições fac-similadas podem ser compreendidas como edições que apresentam uma imagem, ou seja, uma "fotografia do texto". Ao longo do tempo, vários tipos de técnicas foram utilizadas para esse tipo de reprodução. As primeiras derivaram da Litografia, no início do século XIX. Modernamente, as técnicas mais utilizadas se valem da captação da luz em meio controlado, tais como as fotomecânicas e/ou fotográficas. Para as reproduções fotográficas, pode-se utilizar de aparelhos como o fax, a impressora, o escâner, a fotocopiadora, tendo em vista que, assim como as câmeras fotográficas, derivam de processos fotográficos de reprodução de imagens. Geralmente, o uso de câmeras fotográficas tem se tornado acessível devido a sua praticidade, pois permitem além de um controle rigoroso do processo, um nível elevado de fidedignidade à edição original, uma vez que a informação visual do fato representado na imagem fotográfica nunca é posta em dúvida.

## Conceitos básicos
Para as reproduções fotográficas de edições originais de livros pode-se utilizar de vários meios, a depender dos recursos de que se dispõe. A ideia de criar um glossário dos termos e conceitos relacionados às técnicas desse tipo de reprodução parte do princípio de que uma reprodução fotográfica pode ser empreendida com base em diversos meios distintos a depender do equipamento utilizado.
| Termo                   | Conceito |
| ----------------------- | --- |
| Câmera Fotográfica      | Aparelho com lente utilizado no processo de captação de imagens.                                                               |
| Fotocópia               | Cópia de um livro, ou qualquer documento em papel através de máquina fotocopiadora.                                            |
| Fax                     | Tecnologia utilizada para transferência de documentos via rede telefônica. Resultado desse processo.                           |
| Impressão               | Imagem reproduzida em papel resultado de uma aplicação de computador.                                                          |
| Escâner / digitalizador | Aparelho periférico utilizado para digitalizar imagens, textos, gráficos ou qualquer material legível pela lente que o compõe. |